# Gelderse roos
De Gelderse roos (Viburnum opulus) is een struik of lage boom uit de muskuskruidfamilie (Adoxaceae). De soort komt van nature ook voor in de Benelux. De plant kan tot 6 meter hoog worden, maar is meestal niet hoger dan 3 meter. De Gelderse roos is in Nederland vooral te vinden in het rivierengebied langs kreken of strangen.
De Gelderse roos bloeit in mei en juni met witte bloemen die in platte tuilen voorkomen. De randbloemen zijn steriel, de overige bloemen zijn fertiel. De randbloemen hebben de functie om insecten te lokken. De bloem wordt door insecten bezocht vanwege de nectar. 
Na de bloei komen er hangende trosjes met bessen, die lang aan de struik blijven zitten. De vruchten bevatten coumarinen, diterpenen en glycosiden. De rode vruchten hebben een zure en bittere smaak en zijn voor de mens eetbaar, maar zijn in grote hoeveelheden rauw licht giftig. In sommige landen worden de bessen verwerkt tot jam. De bessen kunnen goed de winter doorstaan en worden vaak gegeten door pestvogels. De hoeveelheden suikers nemen zelfs toe in de winter. Ook worden de bessen gegeten door vogelsoorten als goudvink, grote lijster en roodborst.
Een populaire cultivar is veel in tuinen te vinden: Viburnum opulus 'Rosea'. Deze struik heeft steriele bloemen die van groenig geel naar wit verkleuren en ook wel sneeuwbal wordt genoemd. Steriele bloemen leven langer dan fertiele. Maar dit betekent dat de struik dus ook geen bessen vormt. De bessen in combinatie met naar rood verkleurende bladeren zijn wel te zien bij een laagblijvende vorm van de Gelderse roos: de cultivar Viburnum opulus 'Compactum'.

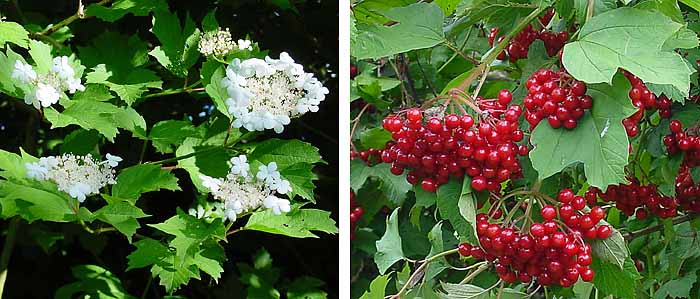

## Syntaxonomie
De Gelderse roos is een kensoort voor het onderverbond Circaeo-Alnenion van het verbond van els en gewone vogelkers (Alno-padion).